# سیارک ۵۸۳۹
سیارک ۵۸۳۹ (به انگلیسی: 5839 GOI، نامگذاری:1974SJ3) پنج هزار و هشتصد و سی و نهمین سیارک کشف شده‌است که در ۲۱ سپتامبر ۱۹۷۴ کشف شد.
قدر مطلق سیارک برابر ۱۱٫۸۰ است.